# Zamlaka
Zamlaka (régen magyarul Zámlaka) falu Horvátországban, Varasd megyében. Közigazgatásilag Trnovec Bartolovečki község része.

## Fekvése
Varasdtól 13 km-re, a községközponttól 8 km-re keletre a Dráva jobb partján, az A4-es autópálya mellett fekszik.

## Története
A települést 1399-ben említik abban a birtokmegosztási oklevélben, melyben a Grebeni család birtokát két egyenlő részre osztják. A grebenvári birtokhoz tartotó húsz település között Zámlaka is szerepel.
1857-ben 188, 1910-ben 375 lakosa volt. A falu 1920-ig Varasd vármegye Varasdi járásához tartozott, majd a Szerb-Horvát Királyság része lett. 2001-ben a falunak 120 háza és 440 lakosa volt.

## Külső hivatkozások
- A község hivatalos oldala
- Várromok az Ivánscsica hegység délkeleti lejtőin